# Jesús ben Ananías
Jesús ben Ananías o Jesús hijo de Ananías (en hebreo: ישוע בן חנניה, Yeshúa ben Ḥananiá) es un personaje del Período del Segundo Templo, mencionado como profeta por el historiador Flavio Josefo en Las guerras de los judíos, Libro VI, Capítulo 5.
Según Flavio Josefo, cuatro años antes de la Gran Rebelión de los Judíos contra Roma (año 62 d. C.), cuando Jerusalén estaba en una período de paz, un sencillo agricultor llamado Jesús ben Ananías llegó a la ciudad durante Sucot (una de las fiestas de peregrinación, en la que los judíos acostumbraban peregrinar a Jerusalén). Llegó al atrio del Templo de Jerusalén y comenzó a gritar en voz alta: «Una voz del este, una voz del oeste, una voz de los cuatro vientos. Una voz sobre Jerusalén y el Templo, una voz sobre los novios, una voz sobre todo el pueblo». 
Jesús ben Ananías continuó caminando por las calles de la ciudad día y noche, repitiendo la misma exclamación. Algunos habitantes de la ciudad se enojaron, lo prendieron y lo golpearon. Sin embargo él continuó con sus gritos, ni siquiera respondió a quienes lo golpeaban y no pidió clemencia. 
Los jefes del pueblo lo entregaron al procurador romano Lucio Albino, que ordenó que lo flagelaran. En lugar de pedir clemencia o llorar, cada vez que lo golpeaban exclamaba «Oh, oh, Jerusalén». Albino llegó a la conclusión de que Jesús ben Ananías estaba loco y lo dejó en libertad. Continuó con sus gritos de «Oh, oh, Jerusalén» por otros siete años y cinco meses. No hablaba con nadie, no maldecía a los que lo maltrataban y no agradecía a los que le daban de comer. 
Cuando comenzó el Sitio de Jerusalén, llegó a la conclusión de que su profecía se había cumplido y se calló. Murió golpeado por una piedra lanzada por catapulta.

## Similitudes con Jesús de Nazaret
Pierre-Antoine Bernheim, señala algunas similitudes entre Jesús ben Ananías y Jesús de Nazaret. Ambos profetizaron la destrucción del Templo, ambos fueron interrogados por autoridades judías antes de ser llevados ante el procurador. Cree que si Jesús ben Ananías no fue condenado a muerte es quizás porque parecía más loco que peligroso, en particular porque no tenía discípulos. La historia de Jesús ben Ananías, como la de Tadeo o la del «egipcio» que había reunido a cuarenta mil personas en el monte de los Olivos, muestra «que las figuras de inspiración divina no eran infrecuentes en la época de Jesús, que despertaban el entusiasmo de la multitud y el miedo de las autoridades, y que sus partidarios esperaban de ellos milagros liberadores».

## El nombre Jesús
El nombre Jesús (en hebreo ישוע, Yeshúa), era un nombre hebreo usual en el siglo I. Además de Jesús de Nazaret y Jesús hijo de Ananías, se conocen dos sumos sacerdotes del Templo de Jerusalén que llevaban el mismo nombre: en el año 63 Jesús ben Damneo fue sustituido en el cargo por Jesús ben Gamaliel.